# Brod nad Dyjí
Brod nad Dyjí là một làng thuộc huyện Břeclav, vùng Jihomoravský, Cộng hòa Séc.